# سومو-لا-ال

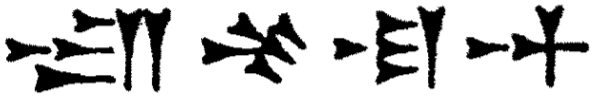
سومو-لا-ال

سومو-لا-ال پادشاه بابل از نخستین دودمان بابلی بود. وی از حدود سال ۱۸۱۷ پیش از میلاد تا ۱۷۸۱ قبل از میلاد حکومت کرد (طبق گاهشناسی کوتاه). در دوران حکومت سومو-لا-ال وی چندین شهر را تصرف کرد که شهر کیش از جمله شهرهایی بود که وی تصرف کرد. همچنین او در اطراف قلمرو خود تعدادی زیادی قلعه ساخت.